# Риветт-Кернек, Фрэнсис
Фрэнсис Клайти Риветт-Кернек (англ. Frances Clytie Rivett-Carnac; 16 мая 1874, Гебеха, Восточно-Капская провинция — 1 января 1962, Лондон) — британская яхтсменка, чемпионка летних Олимпийских игр 1908 года.
На Играх 1908 года в Лондоне Риветт-Кернек соревновалась в классе 7 м. Только её команда участвовала, и поэтому она выиграла соревнование.